# 名門世家
名門世家（Windsor Arch）是澳門一座由新建業集團及威得利企業發展股份有限公司共同發展的住宅物業項目，位於氹仔賽馬會對面的背山地段，於2013年落成入伙。
名門世家項目背山而建，由10座樓高45層的住宅大廈組成，面向澳門賽馬會，背向葡京花園，共提供約857個住宅單位，而位於每座物業頂層的天際別墅共19間，並設有多層停車場、平臺花園、住客會所等設施。

## 設計概念
名門世家是一個鑑賞級豪宅，以英國皇室貴族曾入住的Brocket Hall為設計概念，整個屋苑充滿十五世紀英倫風味。
十座大樓頂層設有共19間的天際別墅，每幢「別墅」都有一個獨立名字，並設有私人泳池。而且屋苑設有雙會所，除20萬方呎的住戶會所，更在45層設立1.5萬方呎的世界華商會館，包括休閒度假、宴會餐飲、會議展覽及綜合商務中心等。

## 設施
名門世家一共提供1629個居住單位以及52個商店鋪位；停車場提供約1406個私家車車位，及396個摩托車車位；而兩個會所分別稱為「名門會所」及「尊戶會所」。“名門會所”面積約20萬方呎；備有戶內戶外雙泳池；「尊戶會所」則位於五至七座「WindsorTower」的四十四樓；而其他設施包括服務泳池、健身房、豪華大堂、水療室、約500米共5層高的裙樓商場等。

## 宣傳
2008年5月，發展商一連三日在英國倫敦舉行了第一站全球推介會，吸引近200名來自世界各地包括香港、澳門、台灣、倫敦的買家、銀行業、地產業代表、傳媒以至多位海外政要出席。
名門世家的發展商非常注重宣傳活動，由表演活動、頒獎禮以至全球宣傳，整個樓盤的宣傳費暫定花費2億元。

### 宣傳活動
2008年5月1至3日，發展商斥資6000萬元贊助澳門迎奧運系列活動「和諧社會，盛世澳門──水上奇幻匯演」。
2008年5月25日，名門世家成為「第五屆《勁歌王》全球華人樂壇年度總選頒獎典禮」的冠名贊助商。
2008年7月，分別贊助無線電視明珠台播出UKTV製作節目《華麗英倫》和亞洲電視本港台的《時事追擊》。
2008年7月26日，「名門世家杯──澳門國際足球挑戰賽」由對成都謝菲聯於澳門運動場舉行。
2008年舉行的「第55屆澳門格蘭披治大賽車」由名門世家冠名贊助。

## 爭議
1990年，《政府公報》資料顯示，政府以租賃制度及免除公開競投方式批予威得利企業發展股份有限公司（第158/SATOP/90號批示），當時的地段面積為19,045平方米，用作興建住宅、商業及酒店用途的綜合性建築物。當時政府要求名門世家原本不高於十六層，按照上述批示，可建三棟住宅用途單位，最高樓高分別八層、十一層及十四層（建築面積為48,484平方米，下同）、一棟六層高商業中心（17,797平方米）、一棟樓高十五層的四星級酒店（15,592平方米）、一棟十五層高的寫字樓（8,288平方米），還包括停車場（8,870平方米）。
2005年，第79/2005號批示，時任運輸工務司司長歐文龍指出，根據對該地點所訂定的新街道準線，將名門世家地段西北，面積12平方米的已批出地塊歸還給特區，同時批出一幅面積166平方米的地塊，與原本的土地合併共同利用，組成一幅總面積19,199平方米的單一地段。值得注意的是，此份經修改的批示，樓宇用途仍未改變，只是各樓宇用途建築面積稍有增加，例如住宅建築面積為50,347平方米。
而土地工務運輸局在《城市規劃法》生效前數天，即2014年12月25日懷疑「趕尾班車」，發出名門世家地段街道準線圖，當中沒有提及樓宇的最大許可高度，但規定地段最大許可的淨地積比率為十倍，最大許可的淨建築覆蓋率為百分之40。
由於項目在山體前方可能形成寬達五百米的巨大屏風樓，同時遮擋小潭山山腰「玫瑰山莊」及「葡京花園」的景觀，2008年該區居民組成專責委員會。委員會指出，在1994年購置玫瑰山莊時，當時工務運輸司表明當時該地段建築樓宇高度不超過16層，但在樓盤興建前竟然獲批准增高興建至47層，委員會質疑項目審批過程可能存在官商勾結，違反《都市建築總規章》，亦對小潭山自然景觀及旅遊資源的破壞，委員會向特首辦和廉署遞信要求徹查事件。當時的委員會提出，名門世家的興建高度的最高點與位於盧廉若大馬路的中線所形成的角度已超過七十六度，違反了《都市建築總規章》第八十八條（「街影條例」）的規定。
威得利企業發展股份有限公司發表聲明，指不會因有權限當局針對所有已進行的行政程序的合法性進行調查而感到畏怯及退縮，因為肯定地從沒有作出不合法的行為，相反是嚴格遵守特區所有建築條例及土地工務運輸局發出之指引；項目最後於二〇一五年獲發使用准照（入伙紙）。原本名門世家項目不高於16層，倘若依據「街影條例」高度約五十米，但後來獲政府批准增建至47層高，約一百五十米。九〇年的批示提到的建築總面積合共為99,031平方米，至二〇〇六年的批示增至合共352,515平方米，最終的總建築面積為356,560平方米，一共增加了257,529平方米。名門世家地段經過土地合併、歸還土地，而發展計劃亦被多番修改，最終在二十多年後，以增加二點六倍的建築面積發展，而這二十多年來的樓價大幅提升的情況下，究竟此等修改最終為發展商額外賺取了多少利潤？另外，論盡媒體曾查找地籍資訊網，在點擊名門世家地段地籍編號「1007.001」時，無法顯示有關資料，而周邊地段的地籍編號則正常運作，十分奇怪。
2022年11月4日，澳門初級法院開庭審理工務局前領導及商人貪腐的刑事案件（合議庭普通刑事案第CR2-22-0171-PCC號）。該案件涉及的項目包括名門世家建築項目。

## 外部連結
- 官方網站（页面存档备份，存于）